# Javier Calle
Javier Calle Estrada (Medellín, Antioquia Colombia; 29 de abril de 1991) es un futbolista colombiano que juega como volante mixto.
Es hermano del exfutbolista Ricardo Calle.

## Trayectoria

### Inicios
Comenzó su carrera con el equipo juvenil Independiente Medellín, antes de pasar a la selección absoluta en 2009. 

### América y Jaguares
Tuvo una cesión al América de Cali en 2012 y luego fue cedido a Jaguares de Córdoba en 2013.

### Independiente Medellín
El jugador tuvo 2 ciclos en el Independiente Medellín, siendo su mejor temporada la del segundo semestre del 2014, logrando seis goles y un subcampeonato.

### New York City
Fue cedido al club de la MLS New York City el 6 de febrero de 2015 para la totalidad de la temporada 2015 de la MLS.
El 26 de julio empezando la segunda temporada del año ayudaría con gol en la victoria de su equipo 5 a 2 contra Orlando City. El club no hizo uso de la opción de compra, por lo que Javier Calle no continuó en el equipo para la temporada 2016.

### Independiente Medellín
Para el primer semestre de 2018, Javier Calle regresa al equipo rojo de Antioquia para su tercer ciclo.

## Selección nacional

### Participaciones en Selección Juvenil
Disputó con su selección la Copa Mundial de Fútbol Sub-20 realizada en Colombia en donde disputó 5 partidos, llegando hasta cuartos de final en donde fueron eliminados por la Selección Mexicana.
| Mundial                             | Sede     | Resultado        | Partidos | Goles |
| ----------------------------------- | -------- | ---------------- | -------- | ----- |
| Sudamericano Sub-20 de 2011         | Perú     | Fase Final       | 9        | 1     |
| Torneo Esperanzas de Toulon de 2011 | Francia  | Campeón          | 5        | 0     |
| Copa Mundial Sub-20 de 2011         | Colombia | Cuartos de final | 5        | 0     |

## Clubes
| Club                   | País                | Año                 | PJ  | Goles |
| ---------------------- | ------------------- | ------------------- | --- | ----- |
| Independiente Medellín | Colombia            | 2009 - 2012         | 61  | 0     |
| América de Cali        | Colombia            | 2012                | 16  | 1     |
| Jaguares de Córdoba    | Colombia            | 2013                | 4   | 0     |
| Independiente Medellín | Colombia            | 2013 - 2014         | 30  | 6     |
| New York City          | Estados Unidos      | 2015                | 12  | 1     |
| Torque                 | Uruguay             | 2017                | 19  | 3     |
| Independiente Medellín | Colombia            | 2018                | 14  | 0     |
| Club Destroyer's       | Bolivia             | 2019                | 6   | 1     |
| Boyacá Chicó           | Colombia            | 2021 - 2022         | 0   | 0     |
| Total en su carrera    | Total en su carrera | Total en su carrera | 162 | 12    |

## Palmarés
| Título                                  | Club                   | País     | Año  |
| --------------------------------------- | ---------------------- | -------- | ---- |
| Categoría Primera A                     | Independiente Medellín | Colombia | 2009 |
| Segunda División Profesional de Uruguay | Club Atlético Torque   | Uruguay  | 2017 |